# Кумазанка
Кумазанка (Арпач) — река в России, протекает в Мамадышском районе республики Татарстан. Правый приток Вятки.

## География
Река начинается в лесу западнее села Крещёная Ерыкса, течёт на восток. На правом берегу населённые пункты Крещёная Ерыкса, Дюсьметьево и Ахманово. Ниже Ахманово впадает правый приток Алмагач. Ниже по течению по левому берегу село Куюк-Ерыкса, по левому Новый Кумазан. Впадает в Вятку в 8 км к северу от города Мамадыш на высоте 53 метра над уровнем моря.

## Притоки
- Алмагач[3] (правый)
- Малмыжка[5] (правый)

## Данные водного реестра
По данным государственного водного реестра России относится к Камскому бассейновому округу, водохозяйственный участок реки — Вятка от города Вятские Поляны и до устья, речной подбассейн реки — Вятка. Речной бассейн реки — Кама.
Код объекта в государственном водном реестре — 10010300612111100040721.